# Louis-Prosper Gachard
Louis-Prosper Gachard (París, 12 de marzo de 1800 - Bruselas, 24 de diciembre de 1885) fue un historiador, paleógrafo y archivero belga de origen francés. 
Se trasladó en su juventud con sus padres a Tournai, en ese momento en el Reino Unido de los Países Bajos, para instalar una fábrica de tabaco. En 1826 entró a trabajar en los Archivos del Reino en Bruselas, donde fue nombrado director general, cargo que ejerció durante cincuenta y cinco años, llegando a alcanzar una importante notoriedad en el campo de la archivística (recibió el sobrenombre del Cesar de los archivos).  Durante ese tiempo publicó varias colecciones de antiguos documentos de estado y varios estudios centrados en la historia de Bélgica y los Países Bajos, así como de la Monarquía Católica en el siglo XVI (reinados de Carlos I y Felipe II).

## Algunas publicaciones
- Collection de documens inédits concernant l'histoire de Belgique, Bruselas, 1833-1835, tres volúmenes.
- Rapport à monsieur le ministre de l'intérieur, sur différentes séries de documents concernant l'histoire de la Belgique, qui sont conservées dans les archives de l'ancienne Chambre des comptes de Flandre, à Lille, Bruselas, M. Hayez, 1841.
- Correspondance de Philippe II sur les affaires des Pays-Bas, Librairie Ancienne et Moderne, Bruselas, 1851.
- Relations des ambassadeurs vénitiens sur Charles-Quint et Philippe II,  Bruselas, 1855.
- Actes des États généraux des Pays-Bas. 1576-1585,  Bruselas, 1861-1866.